# No Second Chance
No Second Chance is het tweede muziekalbum van de Britse muziekgroep Charlie. Na het redelijke succes van Fantasy Girls dook Charlie de Trident Studio in Londen in. Vanaf augustus 1976 werden opnamen verricht, onder meer door Steven W. Tayler, rechterhand van Rupert Hine. Lid van het eerste uur Martin Smith hield het voor gezien. Een tweede gitarist bleef nodig, dus kwam Eugene Organ de band versterken. Als toetsenist diende Julian Colbeck zich aan, eerst als los lid, maar hij werd door de band ingelijfd. Het album werd zeker in Engeland middelmatig ontvangen; daar brak juist de punkperiode aan. Charlie mocht echter wel toeren met Fleetwood Mac, die toen niet onder invloed van drugs met hun Rumourstoer bezig waren. De band zag er echter geen gat meer in en dacht eraan zich op te heffen. Zo mogen echter opnieuw naar de Verenigde Staten. Een toer met de Doobie Brothers (doobie = joint) voor hun Minute by Minute wachtte hun. Uit die band pikten zij Shep Londale op, hun toekomstige tweede drummer. De single was Johnna Hold Back, die veel airplay kreeg, maar commercieel geen succes werd.

## Musici
- Terry Thomas – gitaar, zang
- John Anderson – basgitaar, zang
- Martin Smith – gitaar
- Julian Colbeck – toetsinstrumenten
- Steve Gadd (niet de Steve Gadd) – slagwerk

## Tracklist
| Nr. | Titel                                | Duur |
| --- | ------------------------------------ | ---- |
| 1.  | No second chance (Thomas)            | 4:44 |
| 2.  | Don’t look back (Thomas)             | 4:29 |
| 3.  | Pressure point (Thomas)              | 3:40 |
| 4.  | Turning to you (Thomas)              | 3:03 |
| 5.  | Thirteen (Thomas, Smith)             | 6:27 |
| 6.  | Lovers (Thomas)                      | 6:27 |
| 7.  | Johnny hold back (Thomas)            | 4:18 |
| 8.  | Love is alright (Thomas, Smith)      | 3:57 |
| 9.  | Guitar hero (False Messiah) (Thomas) | 7:49 |